# 파이어니어 H

파이어니어 H의 설계도. 파이어니어 10호나 11호와 같은 모습을 가졌다

파이어니어 H(영어: Pioneer H)는 미국 항공우주국의 파이어니어 계획 중 일부로, 1974년 발사하기로 계획되었지만 발사되지 않은 무인 우주 탐사선이다. 이 탐사선이 발사되었더라면 파이어니어 12호라는 이름을 받게 되었을 예정이었으나, 이후의 계획이었던 파이어니어 금성 궤도선이 파이어니어 12호라고 불리게 되었다.
과학자들은 파이어니어 10호와 11호에 이어 세 번째 탐사선을 쏘기를 원했었다. 1971년 발표된 공식적인 임무는 목성을 지나가며 스윙바이 효과를 받아 인류가 만든 물체 중 첫 번째로 황도를 벗어나서 관측을 하는 것이었다. 첫 번째로 제안되었던 임무는 황도-바깥-임무(OOE, Out-Of-The-Ecliptic)라고 불렸고, 내용은 목성과 태양을 관측하는 것이었다.
미국 항공우주국의 에임스 연구 센터는 이 계획의 관리를 맡았고, 미국 항공우주국의 계약자인 TRW Inc.(파이어니어 10호와 11호 발사 후 계약자로 선정되었다)는 파이어니어 G와 F를 위해 만들어졌던 예비 부품을 이용해 파이어니어 H를 만들었다.

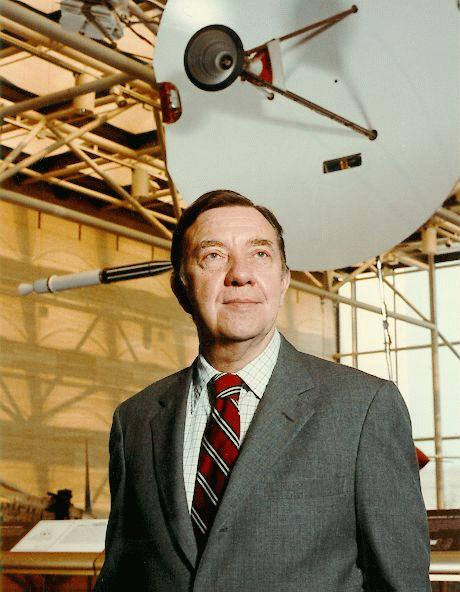
NASM에 전시된 파이어니어 H. 앞의 사람이 제임스 A. 벤앨런이다.

미국 항공 우주국은 관련 계획을 승인하지 않았으며, 탐사선은 1974년에 발사되지 못했다. 1976년 NASA는 우주선을 (방사성동위원소 열전기 발전기를 제거한 채로) 스미스소니언 협회로 보냈다. 1977년 1월, 파이어니어 H는 결국 파이어니어 10호의 복제품처럼 국립항공우주박물관으로 보내졌다.

## 현재 위치

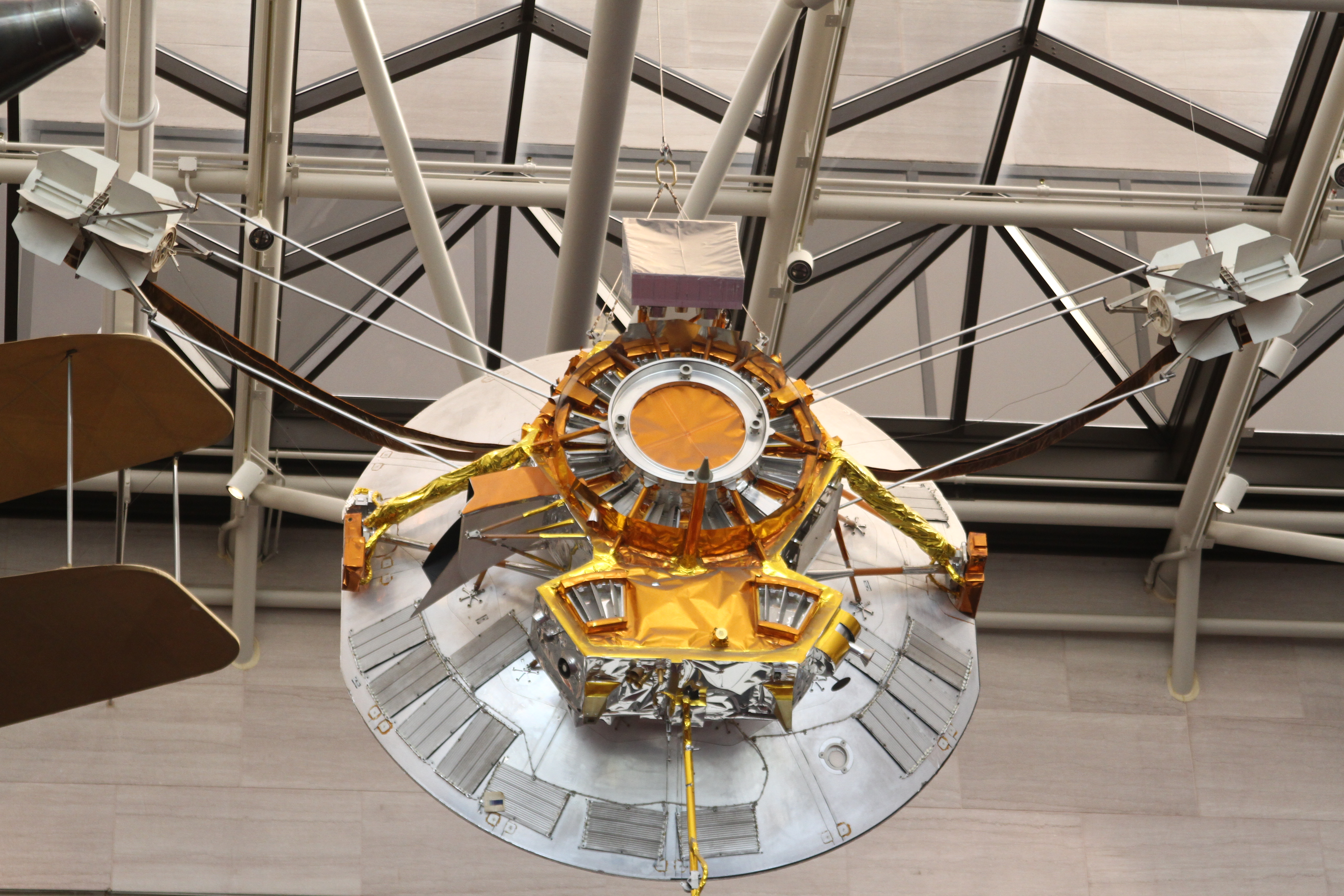
미국 국립항공우주박물관에 걸려 있는 파이어니어 H

파이어니어 H는 현재 워싱턴 D.C.에 있는 국립항공우주박물관에 있는 비행 갤러리의 마일표에 걸려 있으며, 파이어니어 10호의 대역 역할을 하고 있다.
분명 "복제품"이라고 스미스소니언 공식 기록에 설명되어 있지만, 파이어니어 계획의 기획자들은 정상적인 작동이 가능하도록 탐사선을 만들었다(방사성동위원소 열전기 발전기는 설치되지 않았다). 마크 울버튼은 제임스 밴 앨런의 The Depths of Space에 나와 있는 말을 인용했다.
"우리는 가격이 쌈에도 발사 가치가 있는 우주선을 만들기 위해 집중적으로 캠페인을 열어 예비 부품들을 보완했고 장착했다. 황도 바깥 임무는 목성을 근접 통과하며 높은 경사로 우주선을 데려가 관측을 하는 것이었다. 하지만, 우리의 경우에는 NASA 본부에서 못 들은 척을 했고, 지금 우리의 우주선은 태양에서 1 AU 떨어진 데다가 태양에 대한 경사도는 0인 국립항공우주박물관에 전시되었다."